# 丹阳湖
丹阳湖，又名“丹湖”，古又称“巨浸”、“南湖”、“西莲湖”，为江南著名的大泽，位于金陵南面，今江苏省、安徽省南部相邻的高淳、溧水、当涂一带。秦置丹阳县，县治先后位于今当涂丹阳镇、江宁丹阳镇，丹阳湖时位于丹阳县境内。
丹阳湖成湖约在200万~300万年前，古为水天相连的汪洋泽国，面积大时约3000~4000平方公里。由于泥沙淤积和围垦，春秋时期前期古丹阳湖逐步解体，分化出固城湖、石臼湖等，到唐时仍烟波浩淼，“周三百余里”。近古以来围垦加剧，到1949年不含固城、石臼等湖的小丹阳湖已水面如带，只余下160余平方公里（含石臼湖则为357平方公里）。文革期间遭到严重破坏，当涂县境内于1966年围垦20平方公里，1969年围垦47平方公里，高淳境内于1970年围垦10平方公里，1971年围垦21平方公里，加之零星的围湖造田，至今丹阳湖已名存实无，剩下南漪湖、固城湖、石臼湖等湖犹在。
古有一丹阳湖在江苏镇江，参考《幼学琼林·地舆》：“润州之丹阳”与现今安徽丹阳湖关系未知。

## 参看
- 丹阳湖生态文化旅游区